# Rodern
Rodern é uma comuna francesa na região administrativa de Grande Leste, no departamento Alto Reno. Estende-se por uma área de 7 km². Em 2010 a comuna tinha 377 habitantes (densidade: 53,9 hab./km²).